# Peter Simonischek
Peter Simonischek (Graz, 6 agosto 1946 – Vienna, 29 maggio 2023) è stato un attore austriaco.

## Biografia
Simonischek è cresciuto a Markt Hartmannsdorf, un comune nello stato della Stiria. Anche i suoi figli, Max e Kaspar, sono attori. È stato un celebre interprete teatrale e un membro regolare dell'ensemble del Burgtheater dal 1999. Ha partecipato spesso al Festival di Salisburgo e ha interpretato il ruolo da protagonista nella commedia Jedermann numerose volte. Inoltre, è apparso in più di sessanta film dal 1980. Noto al pubblico internazionale per il suo ruolo da protagonista nella commedia drammatica acclamata dalla critica Vi presento Toni Erdmann (2016), Simonischek è morto il 29 maggio 2023, all'età di 76 anni, ed è stato sepolto a Markt Hartmannsdorf.

## Filmografia
- Die Auslieferung, regia di Peter von Gunten (1974)
- Das eine Glück und das andere, regia di Axel Corti (1980)
- Herrenjahre, regia di Axel Corti (1983)
- Drei Schwestern, regia di Peter Stein (1986)
- Lenz oder die Freiheit, regia di Dieter Berner (1986)
- Die Puppe, regia di Georg Tressler (1987)
- Paura e amore, regia di Margarethe von Trotta (1988)
- Posseduta, regia di Georg Tressler (1989)
- Die Affäre Rue de Lourcine, regia di Peter Behle e Klaus-Michael Grüber (1989)
- Der veruntreute Himmel, regia di Ottokar Runze (1990)
- Der achte Tag, regia di Reinhard Münster (1990)
- L'ispettore Derrick (1990)
- Erfolg, regia di Franz Seitz (1991)
- Der einsame Weg (1991)
- Der Berg, regia di Markus Imhoof (1992)
- Krücke, regia di Jörg Grünler (1992)
- Tief oben, regia di Willi Hengstler (1994)
- Kein Platz für Idioten, regia di Josef Kuderna (1994)
- Tödliches Geld (1995)
- Die Grube, regia di Karl Fruchtmann (1995)
- Der Blinde, regia di Peter Keglevic (1996)
- Stockinger (1996)
- Kunst, regia di Felix Prader (1997)
- Agentenfieber, regia di Bernhard Stephan (1997)
- Reise in die Dunkelheit, regia di Berthold Mittermayr (1997)
- Babyhandel Berlin – Jenseits aller Skrupel, regia di Tony Randel (1998)
- Liebe deine Nächste, regia di Detlev Buck (1998)
- Speer, regia di Klaus Maria Brandauer (1998)
- HeliCops – Einsatz über Berlin (1998)
- Beresina oder Die letzten Tage der Schweiz, regia di Daniel Schmid (1999)
- Vertrauen ist alles, regia di Berno Kürten (2000)
- Liebst du mich, regia di Gabriela Zerhau (2000)
- Blumen für Polt, regia di Julian Roman Pölsler e Susanne Freund (2001)
- Gebürtig, regia di Robert Schindel e Lukas Stepanik (2002)
- Alles Glück dieser Erde, regia di Otto Retzer (2003)
- Hierankl, regia di Hans Steinbichler (2003)
- Jedermann, regia di Christian Stückl (2004)
- Daniel Käfer – Die Villen der Frau Hürsch, regia di Julian Pölsler (2004)
- Einmal so wie ich will, regia di Vivian Naefe (2005)
- Tatort: Der schwedische Freund, regia di Uli Möller (2006)
- Einsatz in Hamburg – Die letzte Prüfung, regia di Stephan Wagner (2007)
- Eine folgenschwere Affäre, regia di Martin Enlen (2007)
- Daniel Käfer – Die Schattenuhr, regia di Julian Pölsler (2008)
- Bella Block: Falsche Liebe, regia di Julian Pölsler (2008)
- Gott schützt die Liebenden, regia di Carlo Rola (2008)
- Mozart in China, regia di Bernd Neuburger e Nadja Seelich (2008)
- Anna und der Prinz (2009)
- Tod in Istanbul, regia di Matti Geschonneck (2010)
- Il commissario Köster (2011)
- Liebesjahre, regia di Matti Geschonneck (2011)
- Ludwig II, regia di Marie Noelle e Peter Sehr (2012)
- Bella Block: Unter den Linden, regia di Martin Enlen (2012)
- Biest, regia di Stefan Müller (2012)
- Ruby Red, regia di Felix Fuchssteiner (2013)
- Der Kaktus, regia di Franziska Buch (2013)
- Bella Block: Hundskinder, regia di Andreas Prochaska (2013)
- Bella Block: Angeklagt, regia di Julian Roman Pölsler (2013)
- Clara Immerwahr, regia di Harald Sicheritz (2014)
- Ruby Red II - Il segreto di Zaffiro, regia di Felix Fuchssteiner e Katharina Schöde (2014)
- Verhängnisvolle Nähe, regia di Thorsten Näter (2014)
- Vi presento Toni Erdmann, regia di Maren Ade (2016)
- Lou Andreas-Salomé, regia di Cordula Kablitz-Post (2016)
- Bergfried, regia di Jo Baier (2016)
- Die Welt der Wunderlichs, regia di Dani Levy (2016)
- Das Sacher, regia di Robert Dornhelm (2016)
- Ruby Red III - Verde smeraldo, regia di Felix Fuchssteiner (2016)
- Nur Gott kann mich richten, regia di Özgür Yıldırım (2017)
- Dolmetscher, regia di Martin Šulík (2018)
- Kursk, regia di Thomas Vinterberg (2018)
- Crescendo, regia di Dror Zahavi (2019)
- An seiner Seite (2021)
- Animali fantastici - I segreti di Silente, regia di David Yates (2022)
- Lieber Kurt, regia di Til Schweiger (2022)
- Kranitz – Bei Trennung Geld zurück, regia di Jan Georg Schütte (2022)
- Der vermessene Mensch, regia di Lars Kraume (2023)

## Doppiatori italiani
- Stefano Mondini in Ruby Red, Ruby Red II - Il segreto di Zaffiro, Ruby Red III - Verde smeraldo
- Luca Biagini in Paura e amore
- Ennio Coltorti in HeliCops
- Massimo Rossi in Vi presento Toni Erdmann
- Paolo Buglioni in Kursk
- Mario Cordova in Crescendo
- Toni Orlandi in Animali fantastici - I segreti di Silente